# Miragolf Playa
El complejo residencial Miragolf Playa se conforma por las torres Miragolf Playa 2 de 115 metros y 33 plantas y las torres Miragolf Playa 1 y Torre Pinar de 105 metros y 30 plantas de altura respectivamente. Ubicadas en Benidorm (Alicante), cada torre tiene una orientación distinta, quedando abierta al pinar adyacente.

## Detalles
La última planta de cada una de las torres tiene dos áticos-dúplex de tres dormitorios y 258,17 m² de superficie, de los que 57,05 m² corresponden a la terraza (que tiene solario y piscina individual propia).
Torre Pinar
La Torre Pinar se diferencia de sus hermanas en que tiene un ascensor panorámico en su fachada trasera. Además, los picos de su cumbre están rellenos y no huecos como en las otras dos. Es la que se sitúa en tercer lugar tomando como referencia la Playa de Poniente.
Instalaciones cercanas
La promoción cuenta, entre sus equipamientos más próximos, con un campo de golf de nueve hoyos, un instituto de enseñanza media, una zona comercial y el centro comercial La Marina.

## Incendio
La madrugada del 10 de febrero de 2016, se declaró un incendio en el ático (planta 32) del Miragolf Playa 2, propiedad del promotor del bloque y alquilado en ese momento a dos turistas holandeses. El incendio fue sofocado a las pocas horas, que quemó por completo el interior del inmueble y provocó varios conatos de incendio en el pinar adyacente por desprendimiento de pavesas. La causa del incendio fue una barbacoa mal apagada, descartándose que fuera provocado. Uno de los dos ocupantes quedó detenido (el otro está en paradero desconocido) por no llamar a emergencias y por un posible delito de daños tanto a la vivienda como a las personas intoxicadas por el humo. No hubo heridos de consideración.